# Oxyphyllomyia cordylurina
Oxyphyllomyia cordylurina là một loài ruồi trong họ Tachinidae.